# Гдовка (река)
Гдо́вка — река в России, протекает по территории Гдовского района Псковской области. Впадает в Чудское озеро. Длина реки составляет 23 км, площадь водосборного бассейна 150 км².

## География и гидрология
Река берёт исток из болота Песий мох, далее течёт в северном направлении, протекает через озеро Антухново.
На реке расположен город Гдов, посёлок Устье и деревня Еврейно.

## Данные водного реестра
По данным государственного водного реестра России относится к Балтийскому бассейновому округу, водохозяйственный участок реки — Водные объекты бассейна озера Чудско-Псковское без реки Великая. Относится к речному бассейну реки Нарва (российская часть бассейна).
Код объекта в государственном водном реестре — 01030000312102000027381.

## Галерея

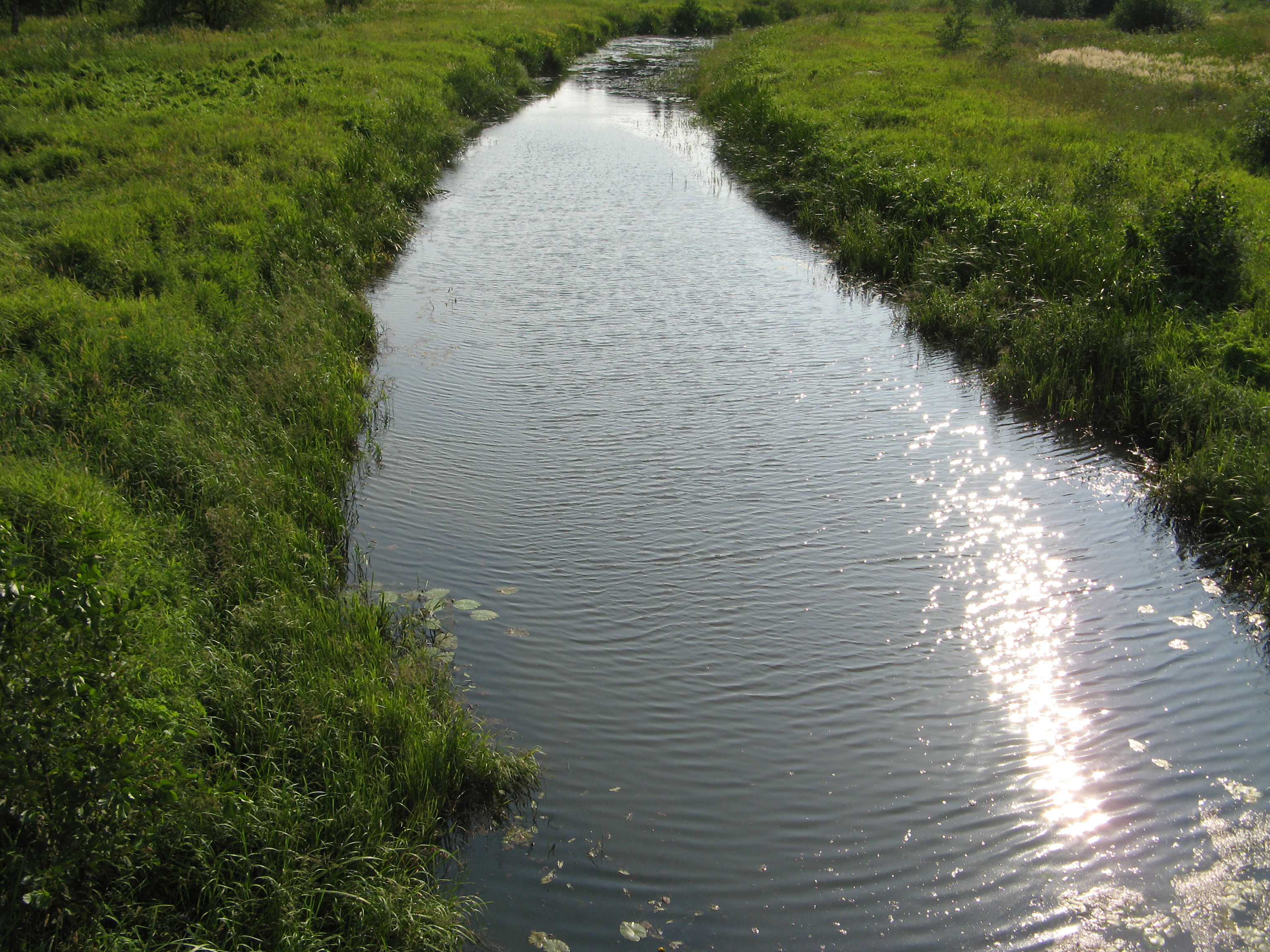
Гдовка на территории Гдова
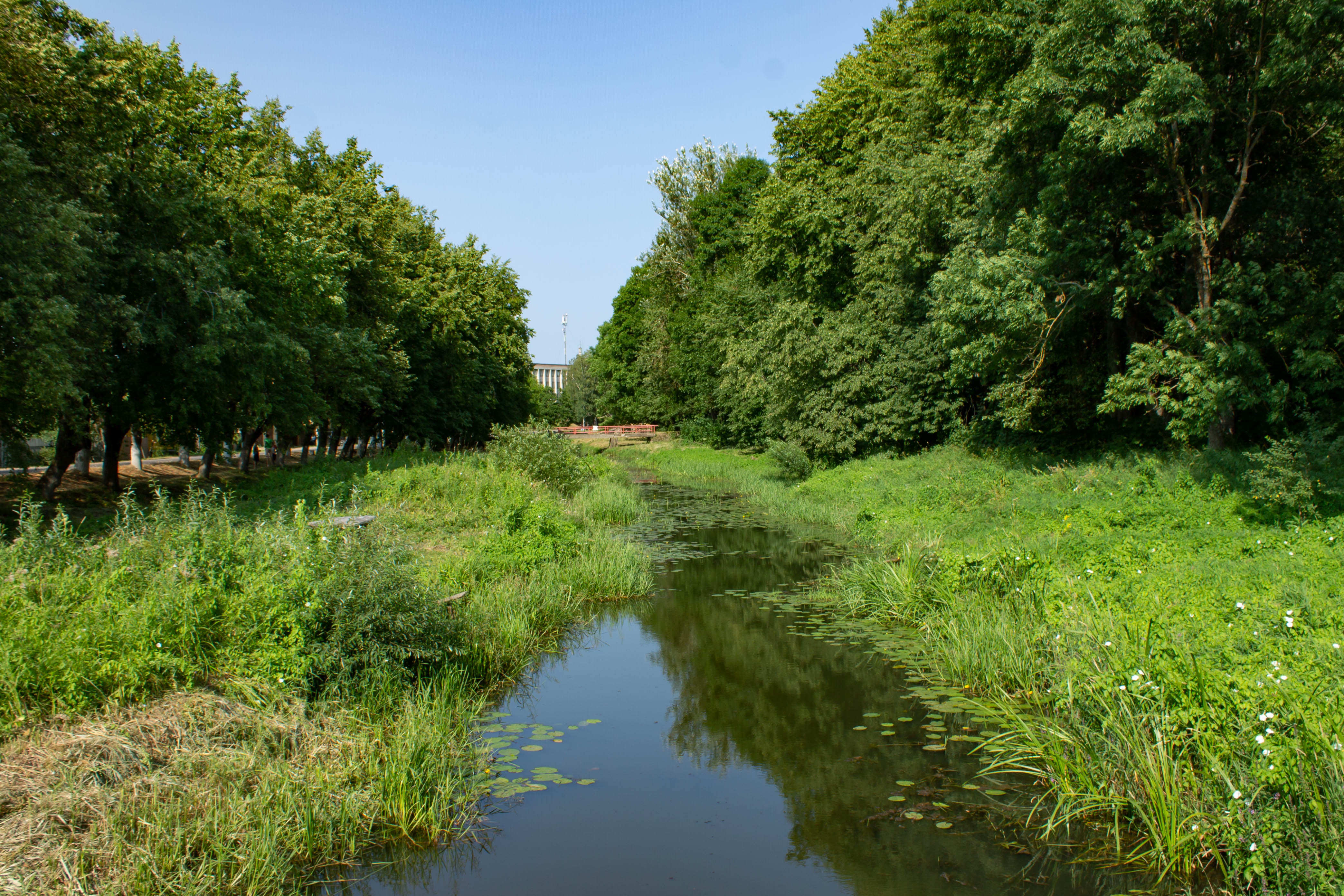
Гдовка у Гдовской крепости
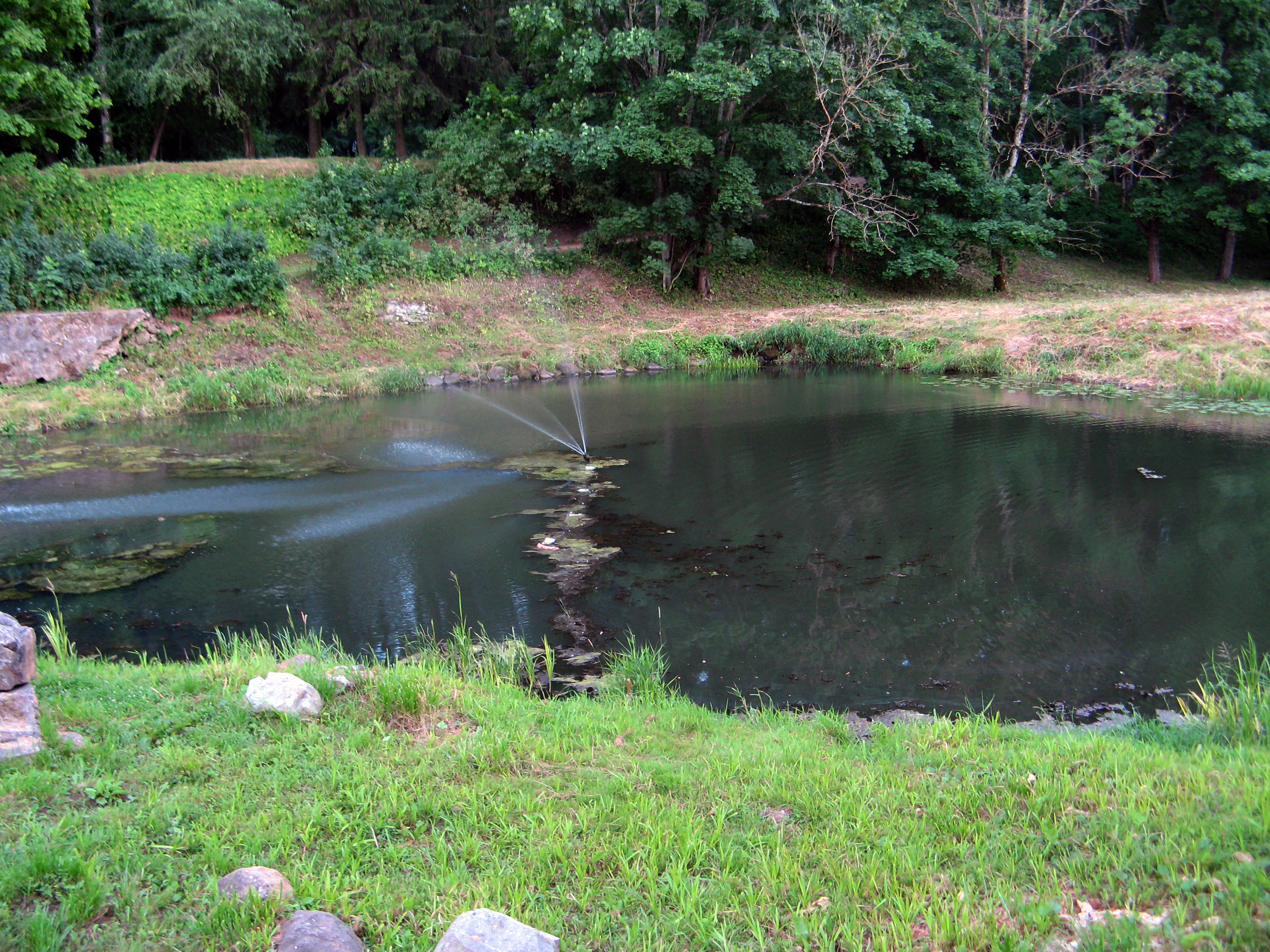
Фонтан на реке в Гдове